# أولكاي تشاكير
أولكاي تشاكير (بالتركية: Olcay Çakır)‏ مواليد 13 يوليو 1993 في إزمير، تركيا، هي لاعبة كرة سلة تركية. بدأت مسيرتها الاحترافية في سنة 2010. تم اختيارها من قبل فريق نيويورك ليبرتي خلال الدرافت. تلعب مع نادي فنربخشة. وتحمل الرقم 21. يبلغ طولها 6 قدم 0 بوصة (1.8 م). مثلت منتخب بلادها. شاركت في دورة الألعاب الأولمبية الصيفية سنة 2016.

## روابط خارجية
- أولكاي تشاكير على موقع الاتحاد الدولي لكرة السلة (الإنجليزية)
- أولكاي تشاكير على موقع كرة السلة الأوروبية.كوم (الإنجليزية)
- أولكاي تشاكير على موقع سبورتس رفرنس (الإنجليزية)
- أولكاي تشاكير على موقع سبورتس رفرنس (الإنجليزية)
- أولكاي تشاكير على موقع اللجنة الأولمبية الدولية (الإنجليزية)
- أولكاي تشاكير على موقع أوليمبيديا (الإنجليزية)